# Montaigne (cantante)
Montaigne, nombre artístico de Jessica Alyssa Cerro (Sídney, 14 de agosto de 1995) es una persona de Australia que se dedica a la canción, la composición y la música de art pop. Su álbum debut, Glorious Heights, fue lanzado el 5 de agosto de 2016, que alcanzó su punto máximo en el número 4 de la lista de álbumes de ARIA. En los ARIA Music Awards de 2016, ganó el premio de artista innovadora por el álbum y también obtuvo nominaciones para otras tres categorías. En abril de 2016 puso la voz en la canción de Hilltop Hoods, "1955", que alcanzó el número 2 en la lista de singles ARIA.

## Biografía

### Primeros años
Jessica nació en Sídney el 14 de agosto de 1995 y se crio en el distrito de Hills. Su padre Gus era un futbolista que jugó en la Liga Nacional de Fútbol de Australia, así como para Negeri Sembilan FA y Pahang FA en Malasia. Ha declarado que su "origen étnico es una mezcla de argentinos, españoles, filipinos y franceses".

### 2012-13: Comienzos de su carrera
Jessica Cerro fue finalista de Triple J Unearthed High School en 2012 con su canción indie pop "Anyone But Me", pero esperó hasta terminar la educación secundaria para seguir su carrera musical. En noviembre de 2012, Cerro firmó un acuerdo editorial con Albert Music y pasó los siguientes dos años refinando sus habilidades para escribir canciones bajo la dirección de Michael Szumowski.
A finales de 2013 decidió adoptar el apodo de Montaigne, inspirado en el filósofo y ensayista del siglo XVI Michel de Montaigne. Poco después de acabar el instituto, Montaigne comenzó a grabar su EP debut con el productor Tony Buchen (The Preatures, Andy Bull).

### 2014-16:Glorious Heights

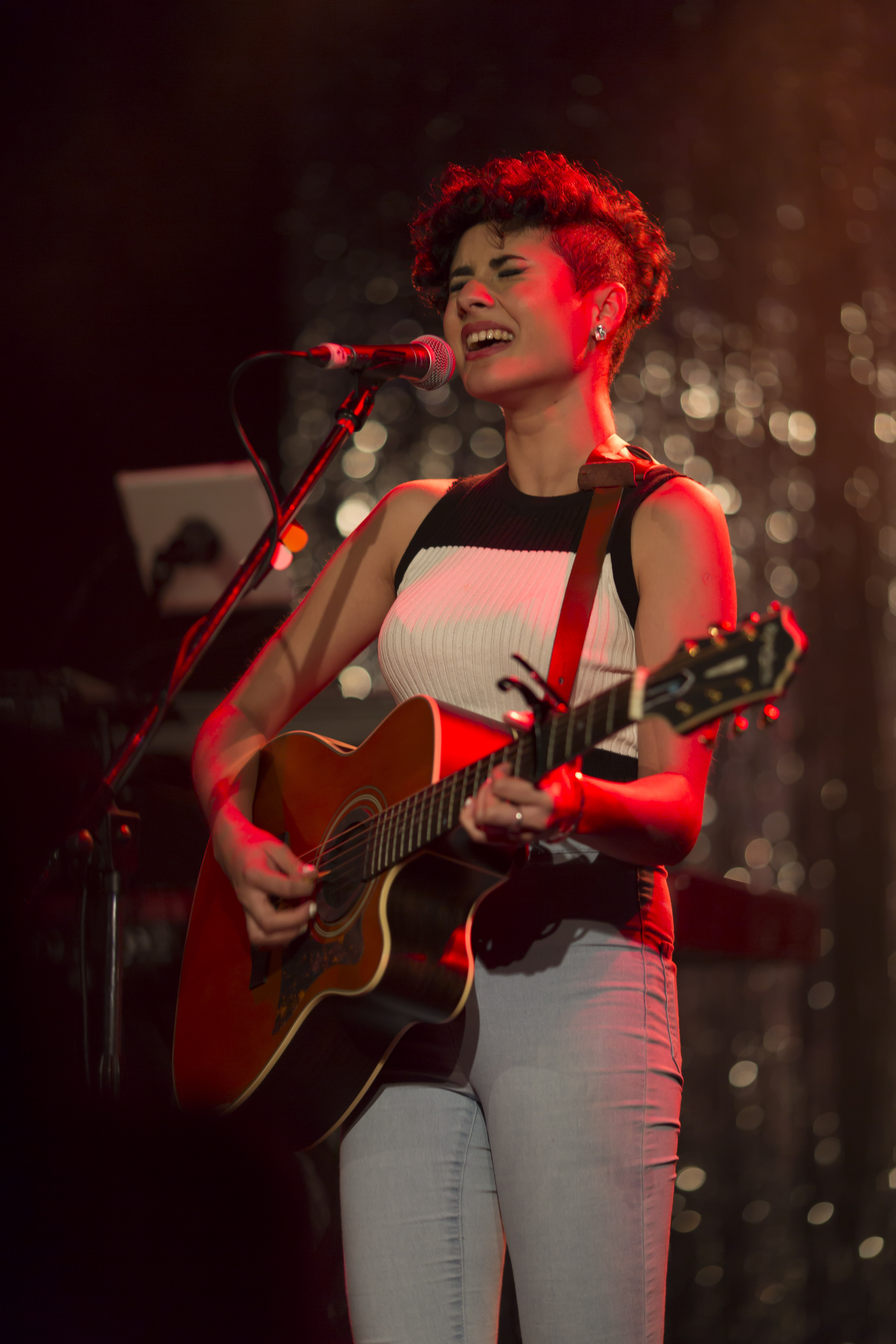
Montaigne actuando en 2015

En 2014, Montaigne lanzó su primer sencillo "I Am Not an End". En julio de 2014, Montaigne firmó un acuerdo de gestión y grabación con Wonderlick Entertainment. El 21 de noviembre de 2014, interpretó "I Am Not an End" para la radio Like a Version, junto con su versión de "Chandelier" de Sia. La canción figuraba como la canción número 36 más reproducida de 2014. El mismo día, Montaigne también lanzó su segundo sencillo "I'm a Fantastic Wreck" junto con el EP Life of Montaigne. FBi Radio también incluyó el tema como su octava canción más reproducida de 2014.
San Cisco le seleccionó como el acto de soporte para su gira Run en noviembre de 2014. Poco después, Megan Washington también le eligió de apoyo principal para su gira nacional There There en febrero de 2015.
En enero de 2015, Montaigne ganó el premio Next Big Thing de FBi Radio en su SMAC Awards anual, que reconoce a "los músicos, artistas, artistas, restaurantes y eventos que dieron forma a la cultura creativa de Sydney en 2014". Montaigne anunció su primera gira principal en febrero de 2015, visitando Brisbane, Sídney, Melbourne y Perth en abril. 
En agosto de 2015, lanzó "Clip My Wings", el primer sencillo de su álbum de estudio debut, Glorious Heights . En enero de 2016, Montaigne lanzó "In the Dark", el segundo sencillo de su álbum debut, junto con el anuncio de la gira In the Dark. Esta última vino acompañada de un vídeo musical en marzo. Al mes siguiente, vio la luz la canción de Hilltop Hoods "1955", que alcanzó el número 2 en Australia.
En junio de 2016, Montaigne lanzó el tercer sencillo de su álbum debut, titulado "Because I Love You". El álbum, Glorious Heights, fue lanzado el 5 de agosto de 2016. El 30 de julio, "Because I Love You" debutó en el número 98 en la lista de singles de ARIA, marcando la primera aparición en solitario de Montaigne. En noviembre de 2016, en los ARIA Music Awards de 2016, Montaigne ganó el premio ARIA como artista revelación.

### 2017 – presente:ComplexyEurovisión
El 4 de mayo de 2017, Montaigne apareció en el sencillo "Feel That" de Akouo. En 2018, apareció en la canción "The Best Freestylers in the World" del álbum Aunty Donna, The Album. 
En noviembre de 2018, Montaigne lanzó "For Your Love" como el sencillo principal de su siguiente álbum. En junio de 2019, lanzó el segundo sencillo "Ready" junto con el anuncio de que el álbum se titularía Complex. El 9 de agosto de 2019, se lanzó el tercer sencillo del álbum "Love Might Be Found (Volcano)". El álbum fue lanzado el 30 de agosto de 2019 y debutó en el número 19 en la lista de álbumes de ARIA.
El 6 de diciembre de 2019 se anunció que Montaigne, junto con el cantante Didirri serían dos de los diez artistas participantes de Eurovision: Australia decides, la final nacional australiana en la que la persona ganadora representaría a Australia en el Festival de Eurovisión 2020 con la canción "Don't Break Me". El 8 de febrero de 2020, ganó la preselección e iba a participar en el Festival de la Canción de Eurovisión 2020, que se habría celebrado en Róterdam en mayo de 2020 si no se hubiera cancelado debido a la pandemia de COVID-19. Por esta razón, la televisión australiana SBS le seleccionó internamente para representar al país en Eurovisión 2021, esta vez con el tema "Technicolour".